# Katrina Matthews
Katrina Matthews, née Rye le 13 mars 1991 à Exmouth, est une triathlète professionnelle anglaise, vainqueur sur distance Ironman 70.3 et Ironman. Elle est la première vainqueure des Ironman Pro Series en 2024.

## Biographie

### Jeunesse
Katrina Matthews que l'on surnomme Kat grandit dans la pratique de nombreux sports, comme le hockey sur gazon, le cross-country, le basket-ball et la natation avant de s'essayer plus tard au triathlon. Elle entre à l'université pour suivre une formation en physiothérapie et en sciences du sport. Son père a 34 ans de service dans les Royal Marines, elle choisit finalement une carrière dans l'armée.

### Carrière en triathlon
En 2018, elle remporte son premier Ironman 70.3 à Calgary au Canada et son premier Ironman deux ans plus tard en Floride. Kat finit première de l'Ironman de son pays en 2021. Elle s'affiche brillamment l'année d'après en montant sur la deuxième marche des championnats du monde d'Ironman situé exceptionnellement à Saint George.

### Vie personnelle
En 2022, Katrina vit à Rutland dans le Midlands de l'Est, elle se marie en 2019 et prend le nom de Mark Matthews. Elle a une formation de physiothérapeute qui lui permet de travailler à Headley Court, une grande maison seigneuriale située dans les jardins de Surrey, où des militaires et des femmes britanniques revenants de conflits avec des blessures sont reçus ; elle les aide à se réadapter pour retrouver leur indépendance physique.

## Palmarès
Le tableau présente les résultats les plus significatifs (podium) obtenus sur le circuit international de triathlon depuis 2018,,,.
| Année | Compétition                                   | Pays             | Position           | Temps           |
| ----- | --------------------------------------------- | ---------------- | ------------------ | --------------- |
| 2024  | Championnats du monde d'Ironman 70.3 - Taupo  | Nouvelle-Zélande | Médaille d'argent  | 3 h 58 min 49 s |
| 2024  | Ironman - Championnat du monde                | France           | Médaille d'argent  | 8 h 53 min 20 s |
| 2024  | Ironman 70.3 Tallinn                          | Estonie          | Médaille d'argent  | 4 h 2 min 39 s  |
| 2024  | Étape du T100 à Londres                       | Angleterre       | Médaille de bronze | 3 h 39 min 29 s |
| 2024  | Ironman Vitoria-Gasteiz                       | Espagne          | Médaille d'or      | 8 h 24 min 23 s |
| 2024  | Étape du T100 à San-Francisco                 | États-Unis       | Médaille d'argent  | 3 h 41 min 48 s |
| 2024  | Ironman Texas                                 | États-Unis       | Médaille d'or      | 8 h 42 min 22 s |
| 2023  | Championnats du monde d'Ironman 70.3 - Lahti  | Finlande         | Médaille d'argent  | 3 h 37 min 4 s  |
| 2023  | Ironman Texas                                 | États-Unis       | Médaille d'or      | 8 h 32 min 51 s |
| 2022  | Ironman - Championnat du monde à Saint George | États-Unis       | Médaille d'argent  | 8 h 43 min 49 s |
| 2022  | Ironman 70.3 Swansea                          | Pays de Galles   | Médaille d'or      | 4 h 25 min 8 s  |
| 2022  | Ironman 70.3 Lanzarote                        | Espagne          | Médaille d'or      | 4 h 17 min 46 s |
| 2021  | Ironman Royaume-Uni                           | Royaume-Uni      | Médaille d'or      | 9 h 40 min 1 s  |
| 2021  | Ironman Tulsa                                 | États-Unis       | Médaille d'argent  | 8 h 45 min 35 s |
| 2020  | Ironman Floride                               | États-Unis       | Médaille d'or      | 8 h 40 min 50 s |
| 2020  | Ironman 70.3 Tallinn                          | Estonie          | Médaille d'or      | 4 h 8 min 14 s  |
| 2018  | Ironman 70.3 Calgary                          | Canada           | Médaille d'or      | 4 h 25 min 15 s |